# Helios Arena
Die Helios Arena, ursprünglich und im Sprachgebrauch auch Eisstadion am Bauchenberg, auch Bauchenbergstadion oder einfach Bauchenberg, ist ein Eislaufzentrum in der Stadt Villingen-Schwenningen. Es besteht aus einem Stadion für den Eishockey-Spielbetrieb, einer zweiten Eisfläche, einer Curlingbahn und dem Gastronomiebetrieb „Eisbär“. Das Stadion ist im Besitz der Stadt und wird durch die Kunsteisbahn Villingen-Schwenningen GmbH verwaltet. Genutzt wird das Stadion überwiegend vom Schwenninger Eis- und Rollsportclub 04 e. V. und dem Profiklub Schwenninger Wild Wings.

## Beschreibung
Die Kapazität des Bauchenberges betrug bis zum Sommer 2007 5200 Plätze, davon 875 Sitz- und 4325 Stehplätze. Nach Fertigstellung des Ausbaus betrug die Kapazität offiziell 6214 Plätze, bei Konzerten mit Innenraumbestuhlung bis zu 8000. Nach dem Aufstieg der Schwenninger Wild Wings in die Deutsche Eishockey Liga im Jahr 2013 sank die maximale Kapazität bei Eishockeyspielen durch Umbaumaßnahmen für die TV-Produktion auf 6193 Zuschauer. Der bisherige Besucherrekord bei einem Eishockeyspiel liegt bei 6273 Zuschauern und wurde am 19. April 2011 beim zweiten Spiel des Playoff-Finales der Wild Wings gegen die Ravensburg Towerstars aufgestellt.

## Nutzung
Die Arena ist Heimspielstätte für die Mannschaften des Schwenninger Eis- und Rollsportclub 04 e. V. sowie der Eishockeyprofimannschaft Schwenninger Wild Wings. Im Bauchenberg wird neben Eishockey auch Eiskunstlauf, und Curling betrieben.
Neben dem Stadion für das Profieishockey beheimatet das Eisstadion am Bauchenberg noch eine zweite Eisfläche, welche dem Publikumsverkehr sowie den Jugend- und Hobbymannschaften zum Training zur Verfügung steht. Die zweite Eisfläche ist täglich zum Eislauf geöffnet. Einmal im Monat findet eine Eisdisco statt.
Seit über 20 Jahren findet im Bauchenberg das DEL-Knabenturnier mit 20 Mannschaften, 400 Spielern und bis zu 2000 Zuschauern statt. Das Turnier gilt als „inoffizielle“ Deutsche Meisterschaft in dieser Altersstufe.
Das Programm an Eis-Musicals und Shows umfasst Die Schneekönigin, Mary Poppins, Der König der Löwen, Cinderella, Moscow Circus on Ice sowie ein Weihnachts- und Silvester-Showlaufen.
Während der Endrunde der Ringer-Bundesliga 2013/2014 fanden auch drei Kämpfe des ASV Nendingen in der Arena statt. Am 15. Februar 2014 konnte der ASV die deutsche Mannschaftsmeisterschaft im Ringen hier gewinnen.
Am 28. Dezember 2019 trugen die Wiha Panthers Schwenningen erstmals ein Spiel in der 2. Basketball-Bundesliga ProA in der Helios Arena aus. Sie gewannen das Spiel gegen die Tigers Tübingen vor 4060 Zuschauern mit 72:65.

## Bauliche Entwicklung bis 2007
Eine Besonderheit der baulichen Entwicklung des Bauchenbergs ist, dass hier ein Stadion um eine Eisfläche gebaut wurde. Diese existierte seit 1968 und wurde auf ebener Fläche errichtet, wobei die Zuschauer direkt an der Eisfläche standen. 1976 wurde dann die Eisfläche überdacht und an der Nordseite eine Sitztribüne errichtet. Von 1979 bis 1981 wurde im Süden ein großer Erdwall angebracht sowie Betonstufen für die Stehtribüne und die Westgiebelwand. 1988/89 wurde der Kabinentrakt und die Tribünen Süd und Ost mit Umgang gebaut. Die Halle wurde somit dreiseitig geschlossen. 1991 bis 2001 wurden unter anderem die Gaststätte, der Eingangsbereich und Kabinen angebaut und die Tribünen aufgebracht. Außerdem fand eine Sanierung des Daches statt, wobei eine zweite Dachhaut auf die bereits bestehende aufgebracht wurde. Im Jahr 2006 erhielt diese Dachkonstruktion ihre letzte Ausnahmegenehmigung.

## Umbau von 2007 bis 2010

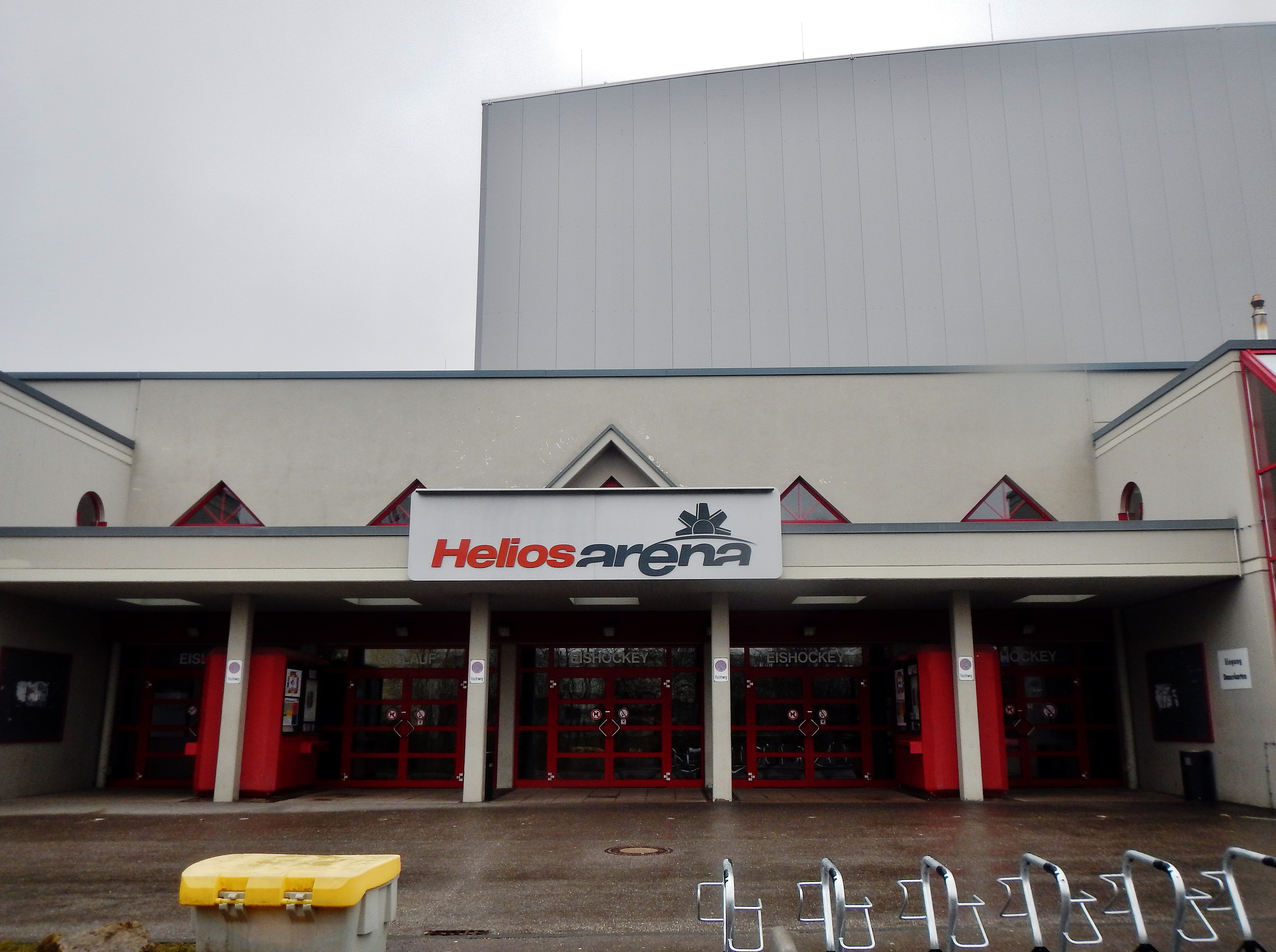
Eingangsbereich der Arena (2016)

Am 21. November 2007 wurde vom Gemeinderat der Stadt Villingen-Schwenningen der Ausbau des Stadions für 10,5 Millionen Euro beschlossen. Wichtigster Grund war die zwingend notwendige Sanierung des maroden Daches und nicht erfüllte Anforderungen des Brandschutzes und der Versammlungsstättenverordnung. Der Umbau erfolgte dabei in drei Schritten, jeweils in der Sommerpause, um den Spielbetrieb nicht zu gefährden.

### Sommer 2007
Es wurden neue sanitäre Einrichtungen gebaut, eine Brandschutzwand zwischen den beiden Eisflächen und neue Träger für das Dach eingezogen. Zudem wurden hinter der Stehplatzgeraden die Vorbereitungen für den Bau des Oberranges getätigt. Auf den Sitzplätzen wurden die alten Holzsitze entfernt und durch moderne Metall-Klappstühle ersetzt. Die Kapazität sank auf 5000 Plätze.

### Sommer 2008
Das alte Dach wurde abmontiert, ein neuer Oberrang wurde eingezogen und anschließend ein neues Dach montiert, das statt aus Holz jetzt aus Stahlträgern besteht. Zusätzlich wurden die Rohbauarbeiten für mögliche VIP-Logen erstellt, neue Gastronomie- und Verkaufsstände im Innenbereich geschaffen und ein neuer Anzeigewürfel installiert. Der Oberrang war für die Saison 2008/09 noch nicht bestuhlt und konnte noch nicht benutzt werden. Die Verglasung und damit die Schließung der Außenfront war noch nicht abgeschlossen. Die Kapazität betrug 5.265 Plätze.

### Sommer 2009
Im Sommer 2009 wurde das Stadion komplett geschlossen, der Oberrang bestuhlt und die VIP-Logen wurden vollständig ausgebaut.

## Umbau 2020
Bei einem öffentlichen Dialog im Februar 2020 wurden die Umbaupläne von Geschäftsführer Christoph Sandner und Architekt Uwe Schlenker vorgestellt. Diese sehen eine Reduzierung  der Stehplätze zu Gunsten von Sitzplätzen vor. Im Oberrang wurden die zwei äußersten Sitzplatz-Blöcke zu einer neuen Lounge umfunktioniert. Die Kapazität verringerte sich von 6215 auf 5200 Zuschauern, davon 2713 Sitzplätze (bis 2020 1552) und 2500 Stehplätze (bis 2020 4673). Der Bau begann ab Ostern 2020 und sollte bis zur neuen Saison abgeschlossen sein. Die Renovierung der Beleuchtung und des Videowürfels wurde auf 2021 verschoben. Die Breite der Eisfläche wurde reduziert, so dass die Helios-Arena das erste Eisstadion in Deutschland mit einer Eisbahn in NHL-Maßen (60 m × 26 m) ist.
Im November 2020 fand das erste DEL-Spiel nach dem Umbau in der Arena statt, jedoch aufgrund der COVID-19-Pandemie ohne Zuschauer.

## Lage und Anfahrt

### Lage
Das Eisstadion steht in Schwenningen, einem Teil der Doppelstadt Villingen-Schwenningen, in der Nähe der Südwest Messe und des Schwenninger Moos. In dieser Umgebung hat 2010 die baden-württembergische Landesgartenschau stattgefunden.

### Anfahrt
Das Stadion ist über die A 81 und die B 27 erreichbar.
Die Haltestelle Schwenningen Eisstadion des Ringzugs der Hohenzollerischen Landesbahn (HZL) befindet sich keine 100 Meter vom Eisstadion entfernt.

## Besonderes
- Das Stadion in Schwenningen ist eines von vier Eisstadien in Baden-Württemberg, das den 9000-Punkte-Plan der DEL erfüllt.
- Die Verglasung wurde nur in der Süd- und Osttribüne durchgeführt.
- Die Fankurve hat während der Renovierung einen Sitzplatz-Oberrang erhalten.
- Vor der Renovierung war das Eisstadion am Bauchenberg eines der wenigen Stadien, die eine offene Seite besaßen.